# Mittaghorn (Saas-Fee)
Das Mittaghorn (auch Mittagshorn, 3143 m ü. M.) ist ein Gipfel in den Walliser Alpen oberhalb von Saas-Fee. Der Gipfel ist wenig selbstständig und bildet den Endpunkt des vom Egginer nordöstlich verlaufenden Felskamms. Von Saas-Fee und Saas-Grund aus gesehen ist das Mittaghorn der dominierende Berg im Süden, was auch den Namen erklärt, da die Sonne von dort aus gesehen zur Mittagszeit über dem Berg steht. Auf dem Gipfel befindet sich ein großes vom Tal gut zu sehendes Gipfelkreuz.

## Routen
Der einfachste Anstieg führt von der Bergstation Plattjen (2571 m) zunächst auf gutem Weg südlich in Richtung der Britanniahütte. Etwa in der Mitte der Ostflanke des Mittaghorns zweigt rechts, in Richtung Osten, ein Steig ab, der über Gras, Schutt und wenige leichte Felsen zum Gipfel führt. Dieser Anstiegsweg ist durchgängig markiert und benötigt 1½ bis 2 Stunden.
Als alternativer Anstieg bietet sich der 2004 eingerichtete Klettersteig über den Nordwestgrat an. Ausgangspunkt ist hierbei die Mittelstation Morenia der Felskinnbahn (2572 m). Der als mittelschwer eingestufte Klettersteig ist teilweise ausgesetzt, besonders im oberen Teil. Der Anstieg benötigt etwa 3 Stunden.